# 条件运算符?:
在许多程序设计语言中，条件运算符（conditional operator, ?:）是一个基本的条件语句。条件运算符最初起源于BCPL程序设计语言。

## 用法
?:的一般形式为
```
<表达式1> ? <表达式2> : <表达式3> 
```

其中表达式1为布尔表达式，或真或为假。若表达式1为真，则返回表达式2的值作为整个条件表达式的值。若条件为假，则返回表达式3的值。例如
```
max =(a > b)? a : b ;
```

的执行结果就是将a和b中最大值赋给max. 

### Actionscript 3
```
condition
 
?
 
value_if_true
 
:
 
value_if_false

```

### C语言变种
GNU允许C语言省略条件表达式中的表达式2省略，此时表示表达式2与表达式1相同。例如：
```
a = x ? : y;
```

等价于
```
a = x ? x : y;
```

但是如果x是一个表达式，仅求值一次。C#提供了类似的特性
```
a = x ?? y;
```

与"x?:y"的用法不同，??只判断x是否为null，而不是判断真假。

### C++
在C++中，由于C++明确区分初始化和赋值，有时使用if-else的条件赋值语句并不可行。在这种情形下总是可能使用函数调用，但是这样做会显得很笨重而且不简洁。例如，如果你想要根据条件传递不同的值作为构造函数的参数，单纯使用if-else语句根本不可能;在这种情况下，可以使用条件赋值表达式，或函数调用。注意有些类型允许初始化，但不允许赋值，或者赋值运算与构造函数不全相同。对于引用类型后者为真，例如：
```
#include
 
<iostream>

#include
 
<fstream>

#include
 
<string>

using
 
namespace
 
std
;

int
 
main
(
int
 
argc
,
 
char
**
 
argv
)

{

    
string
 
name
;

    
ofstream
 
fout
;

    
if
(
argc
 
>
 
1
 
&&
 
argv
[
1
])

    
{

        
name
 
=
 
argv
[
1
];

        
fout
.
open
(
name
.
c_str
(),
 
ios
::
out
 
|
 
ios
::
app
);

    
}

    
ostream
&
 
sout
 
=
 
name
.
empty
()
 
?
 
cout
 
:
 
fout
;

}

```

在这种情况下，用if-else语句替换条件运算符变得不可能。（虽然可以用包含if-else语句的函数调用替换? :）。
进一步，三目运算符能够作为一个可以被赋值的左值。例如
```
0
:
 
#
include
 
<
iostream
>

1
:
 
int
 
main
 
()
 
{

2
:
    
int
 
a
=
0
,
 
b
=
0
;

3
:

4
:
    
const
 
bool
 
cond
 
=
 
...;

5
:
(
cond
 
?
 
a
 
:
 
b
)
 
=
 
1
;

6
:
    
std
::
cout
 
<<
 
"a="
 
<<
 
a
 
<<
 
','

7
:
              
<<
 
"b="
 
<<
 
b
 
<<
 
'\n'
;

8
:
}

```

在此例中，如果第5行的布尔变量cond为真，值1会赋给变量a，否则赋值给b.

### Python
Python程序设计语言使用一种不同的语法处理条件表达式：
```
value_when_true
 
if
 
condition
 
else
 
value_when_false

```

这一特性在Python 2.5以前的版本并不可用。

### Common Lisp
Common Lisp的每个表达式都有返回值：
```
(
if
 
(
>
 
a
 
b
)
 
x
 
y
)

```